# Casiopea
Casiopea (カシオペア) is een Japanse jazzfusionband die in 1976 werd opgericht. De bandnaam is afgeleid van het sterrenbeeld Cassiopeia. Hun gelijknamige debuutalbum verscheen in 1979.
Door de jaren heen zag de band verschillende bezettingen en is de naam hernoemd naar Casiopea 2nd, Casiopea 3rd en Casiopea P4.

## Bandleden
Huidige leden
- Issei Noro (gitaar)
- Kiyomi Otaka (keyboards)
- Yoshihiro Naruse (basgitaar)
- Yoshinori Imai (drums)

Oud-leden
- Hidehiko Koike
- Tohru Suzuki
- Minoru Mukaiya
- Tetsuo Sakurai
- Takashi Sasaki
- Masaaki Hiyama
- Noriaki Kumagai
- Akira Jimbo

## Discografie
Casiopea 1st
- Casiopea (1979)
- Super Flight (1979)
- Make Up City (1980)
- Eyes of the Mind (1981)
- Cross Point (1981)
- 4x4 (1982)
- Photographs (1983)
- Jive Jive (1983)
- The Soundgraphy (1984)
- Down Upbeat (1984)
- Halle (1985)
- Sun Sun (1986)
- Platinum (1987)
- Euphony (1988)

Casiopea 2nd
- The Party (1990)
- Full Colors (1991)
- Active (1992)
- Dramatic (1993)
- Answers (1994)
- Hearty Notes (1994)
- Asian Dreamer (1994)
- Freshness (1995)
- Flowers (1996)
- Light and Shadows (1997)
- Be (1998)
- Material (1999)
- Bitter Sweet (2000)
- Main Gate (2001)
- Inspire (2002)
- Places (2003)
- Marble (2004)
- Signal (2005)
- Gentle and Mellow (2006)
- Tetsudou Seminar Ongakuhen (2009)

Casiopea 3rd
- Ta•Ma•Te•Box (2013)
- A•So•Bo (2015)
- I•Bu•Ki (2016)
- Vestige (2017)
- A•ka•ri (2018)
- Panspermia (2019)

Casiopea P4
- New Topics (2022)
- Right Now (2024)